# Yamanouchi Kazutoyo
En aquest nom japonès, el cognom és Yamanouchi.

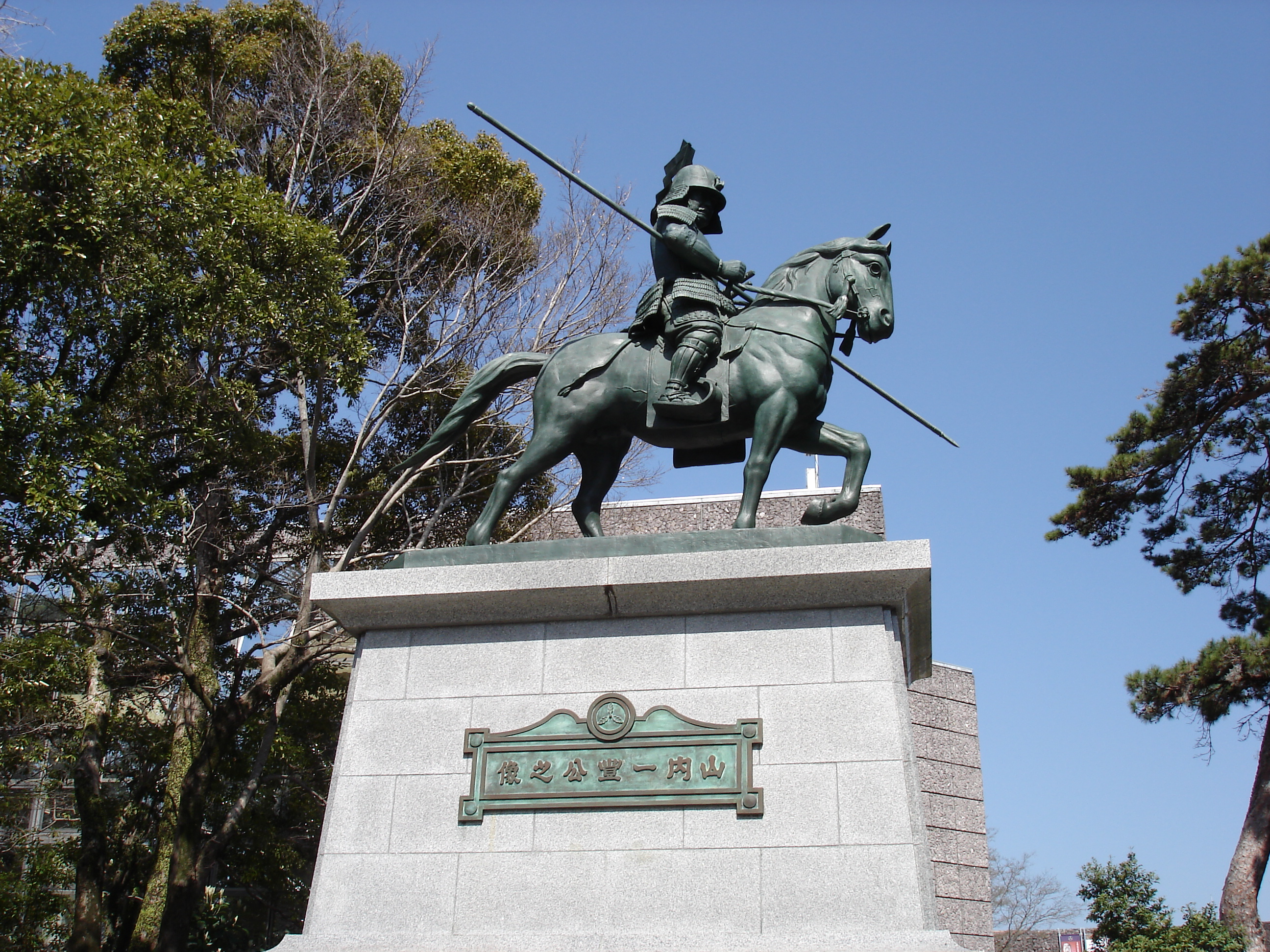
Estàtua de bronze de Yamauchi a Kōchi.

Yamauchi Kazutoyo (山内一豊, Yamauchi Kazutoyo) (Província d'Owari (actual Prefectura d'Aichi, 1546 - de novembre de 1605), va ser un samurai del període Sengoku i començaments del període Edo de la història del Japó.
Kazutoyo va ser fill de Yamanouchi Moritoyo, va servir sota les ordres d'Oda Nobunaga entre 1565 i 1582, any en què Nobunaga va ser assassinat durant l'«incident de Honnōji». Va estar present durant la batalla d'Anegawa i la de Nagashino, per després convertir-se en vassall de Toyotomi Hideyoshi, pel que va ser recompensat amb un feu de 50.000 koku en el domini de Kakegawa. Durant la batalla de Sekigahara el 1600 va participar en el bàndol de Tokugawa Ieyasu, on va participar en el setge del Castell Gifu. Com a resultat li va ser concedit el feu de Tosa, on va construir el castell Kōchi.